# 大爆笑!!サンミュージックGETライブ
『大爆笑!!サンミュージックGETライブ』（だいばくしょうサンミュージックゲットライブ）は、スカパー!日テレプラスで2005年3月から放送しているお笑い番組。下北沢で開催されているサンミュージックGETライブの中継と企画コーナーの二部構成。出演はサンミュージックプロダクション所属のお笑い芸人。番組ナビゲーターとしてカンニング竹山がレギュラー出演している。

## 出演者
- カンニング竹山
- ダンディ坂野
- どーよ
- TAIZO
- 飛石連休
- 三拍子
- さくらんぼブービー
- 小島よしお
- 髭男爵
- エルシャラカーニ
- ラブカップル
- 鳥居みゆき
- ぼれろ
- ロリィタ族。(ZOXYDOLL)

その他

## ナレーション
第3話以降は毎回出演芸人がナレーションを担当している
1. 渡辺美佐
2. 渡辺美佐
3. 花満開
4. TAIZO
5. 山田ルイ53世（髭男爵）当時はピュアぞー
6. エルシャラカーニ
7. 増田香（ラブカップル）
8. 藤井宏和（飛石連休）
9. 三拍子
10. さくらんぼブービー
11. エルシャラカーニ
12. TAIZO
13. ぼれろ
14. 髭男爵
15. ダンディ坂野
16. ラブカップル
17. 花満開
18. ダンスパイス
19. さくらんぼブービー
20. 飛石連休
21. TAIZO
22. どーよ
23. ロックンロールコメディーショー
24. 小島よしお
25. 髭男爵
26. ラブカップル
27. エルシャラカーニ
28. ぼれろ
29. 不明
30. 不明
31. 不明
32. 不明
33. TAIZO
34. 不明
35. 鳥居みゆき